# ایندیگو کرمین
ایندیگو کرمین (به انگلیسی: Indigo carmine) با فرمول شیمیایی C۱۶H۸N۲Na۲O۸S۲ یک ترکیب شیمیایی با شناسه پاب‌کم ۵۲۸۴۳۵۱ است. که جرم مولی آن ۴۶۶٫۳۶ g/mol می‌باشد. شکل ظاهری این ترکیب، جامد بنفش است.
همچنین این ترکیب را با نام‌های indigotine یا FD&C Blue #2 می شناسند.
ایندیگو کرمین در واقع یک شناساگر pH یا pH indicator است.
این ترکیب به عنوان رنگ غذایی در ایالت متحده و اروپا با شماره E132 مورد تأیید واقع گشت.

## کاربرد
کاربرد اولیه این ترکیب به عنوان شناساگر pH است. این ترکیب در پی اچ 11.4 به رنگ آبی و در پی اچ 13 به رنگ زرد است.
ایندیگو کرمین همچنین به عنوان شناساگر واکنش‌های اکسیداسیون - احیا (RedOx) بکار میروند که در اثر کاهش یا احیا ؛ رنگ آن زرد می‌شود.
از دیگر کاربدهای ایندیگو کرمین به عنوان شناساگر محلول ازون است بدین طریق که به isatin-5-sulfonic acid تبدیل می نماید. هرچند که این واکنش ویژه ازون نمی‌باشد اما می‌توان برای تشخیص سوپراکسیدها بکار رود که این امر یک امتیاز مهمی در سلول‌های فیزیولوژی دارد.
ایندیگو کرمین همچینین به عنوان رنگ در صنایع تولید کپسول کاربرد دارند و نیز رنگهای بر پایه اندیگو کرمین در مامایی به عنوان دتکتور نشان دهنده نشت مایع آمنیون بکار میرود.

## نگرانی‌های زیستی و بهداشتی
ایندیگو کرمین در صورت استنشاق برای دستگاه تنفسی مضر است. همچین این ترکیب می‌تواند محرک پوست و چشم باشد.
برای کار با این ماده شیمیایی، شرایط آزمایشگاهی مناسب ( روپوش آزمایشگاه ؛ عینک ایمنی و دستکش ) توصیه می‌شود.